# Cowboys from Hell (singolo)
Cowboys from Hell è un singolo del gruppo musicale statunitense Pantera, il primo estratto dall'album omonimo pubblicato nel 1990.
Dopo la sua pubblicazione i Pantera usarono il titolo di questo brano per dare nome al loro primo tour mondiale e come simbolo per il merchandise.

## La canzone
Cowboys from Hell mostra tutte le incredibili capacità alla chitarra di Dimebag Darrell e del resto del gruppo, grazie ad un suono potente ed estremamente veloce. Il testo della canzone parla del fatto che, provenendo dal Texas, la band non avrebbe dovuto raggiungere il successo poiché nessuna band metal di tale stato era riuscita in questo.
Il brano fu il primo vero successo dei Pantera, raggiungendo la posizione 25 nella classifica della rete televisiva VH1 40 Greatest Metal Songs e in seguito ha ottenuto ulteriore visibilità grazie al suo inserimento nella lista tracce del videogioco per PlayStation 2 Guitar Hero.